# ماردو
ماردو (به استونیایی: Maardu) یکی از شهرهای کشور استونی است.
این شهر در سال ۲۰۱۱ میلادی ۱۷٬۵۲۴ نفر جمعیت داشته است.

## نگارخانه

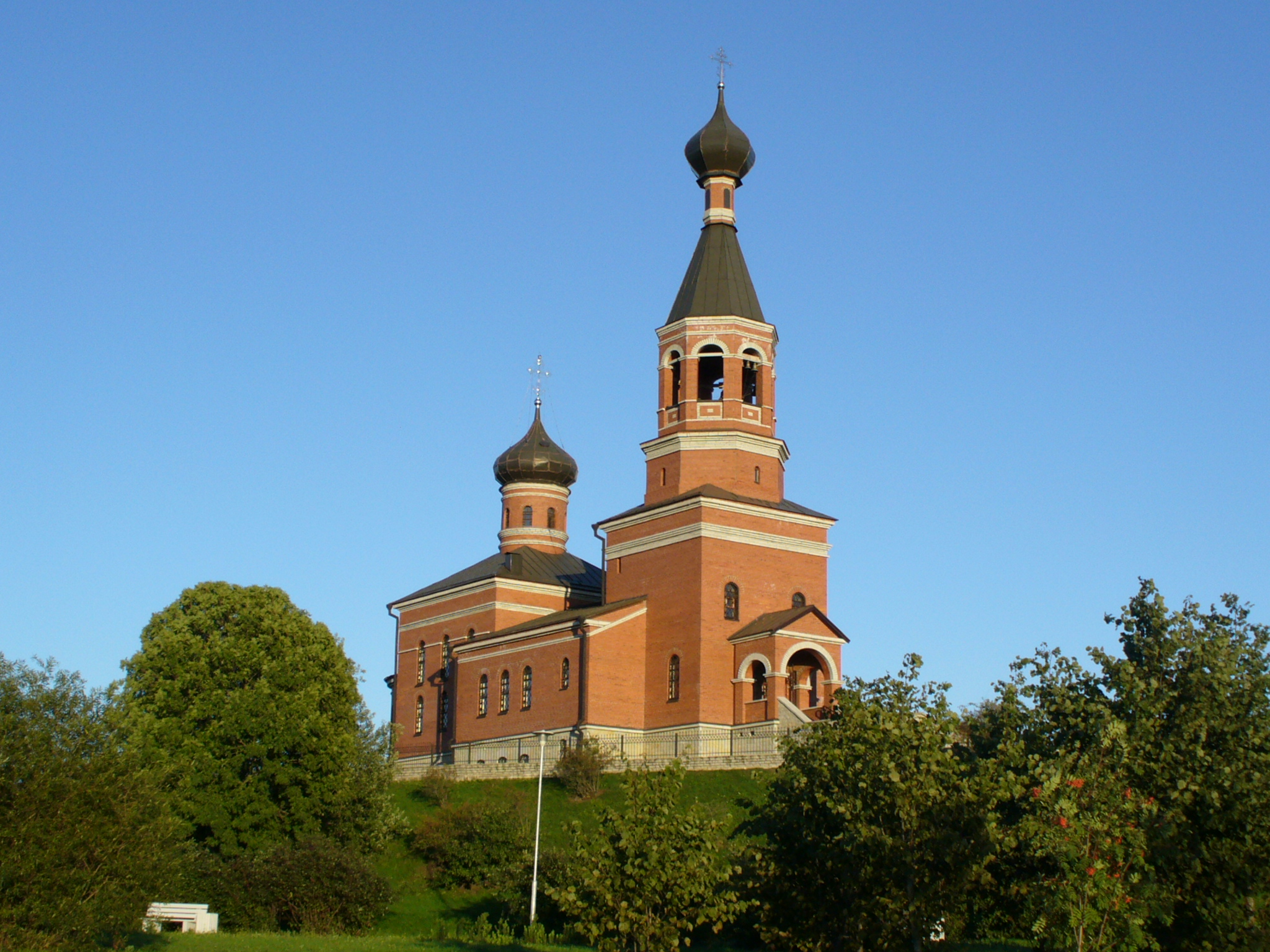
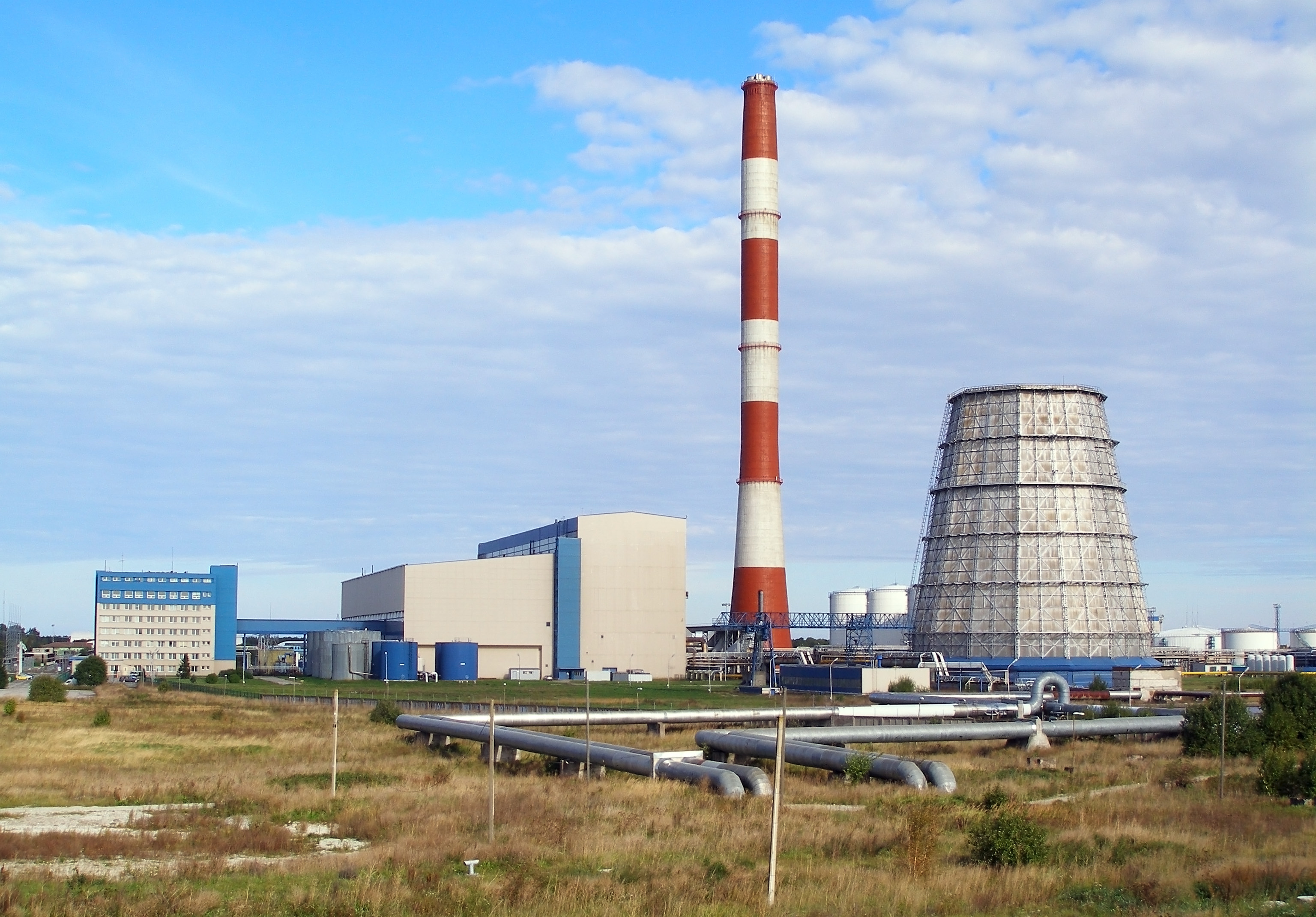
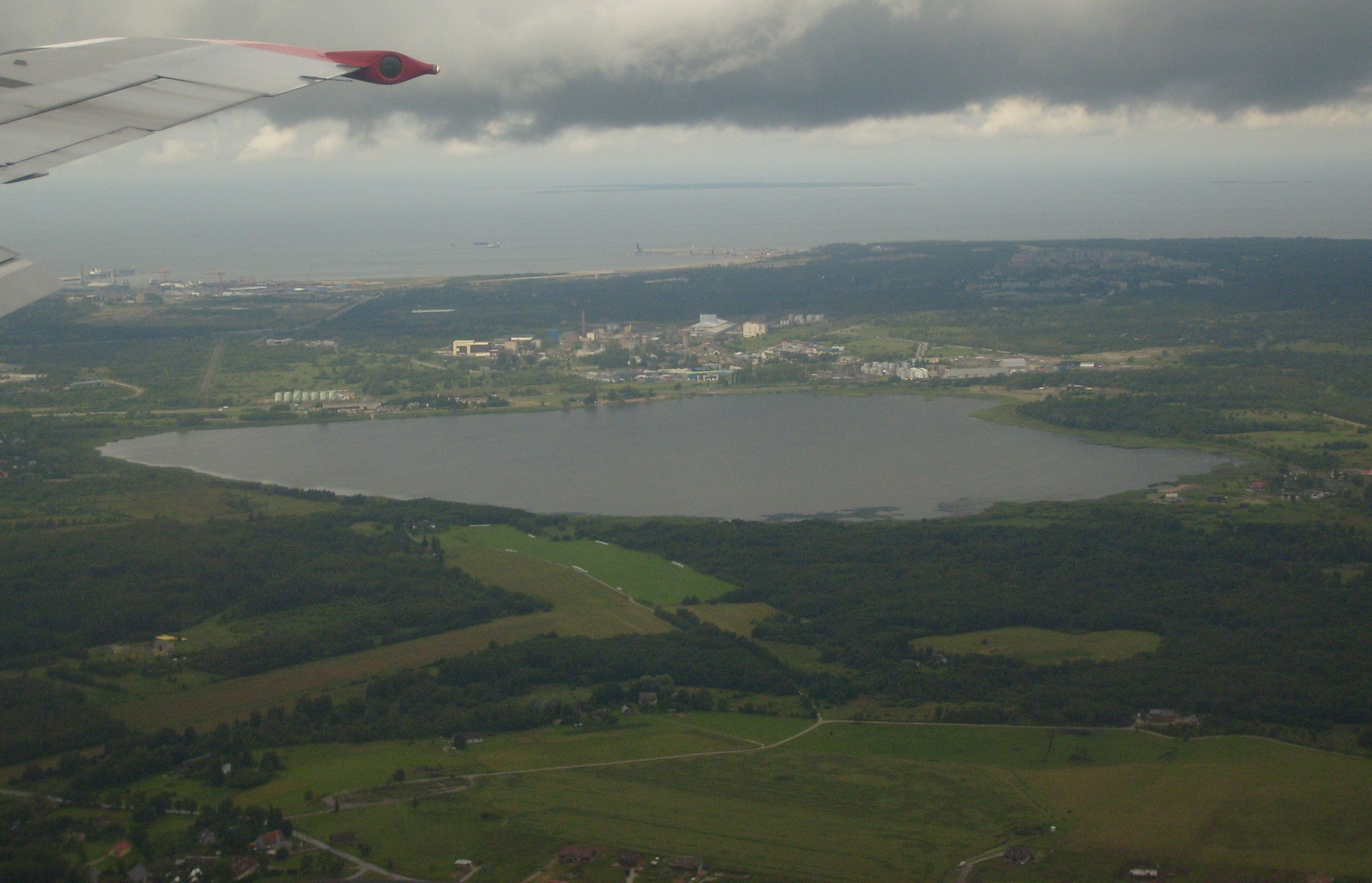
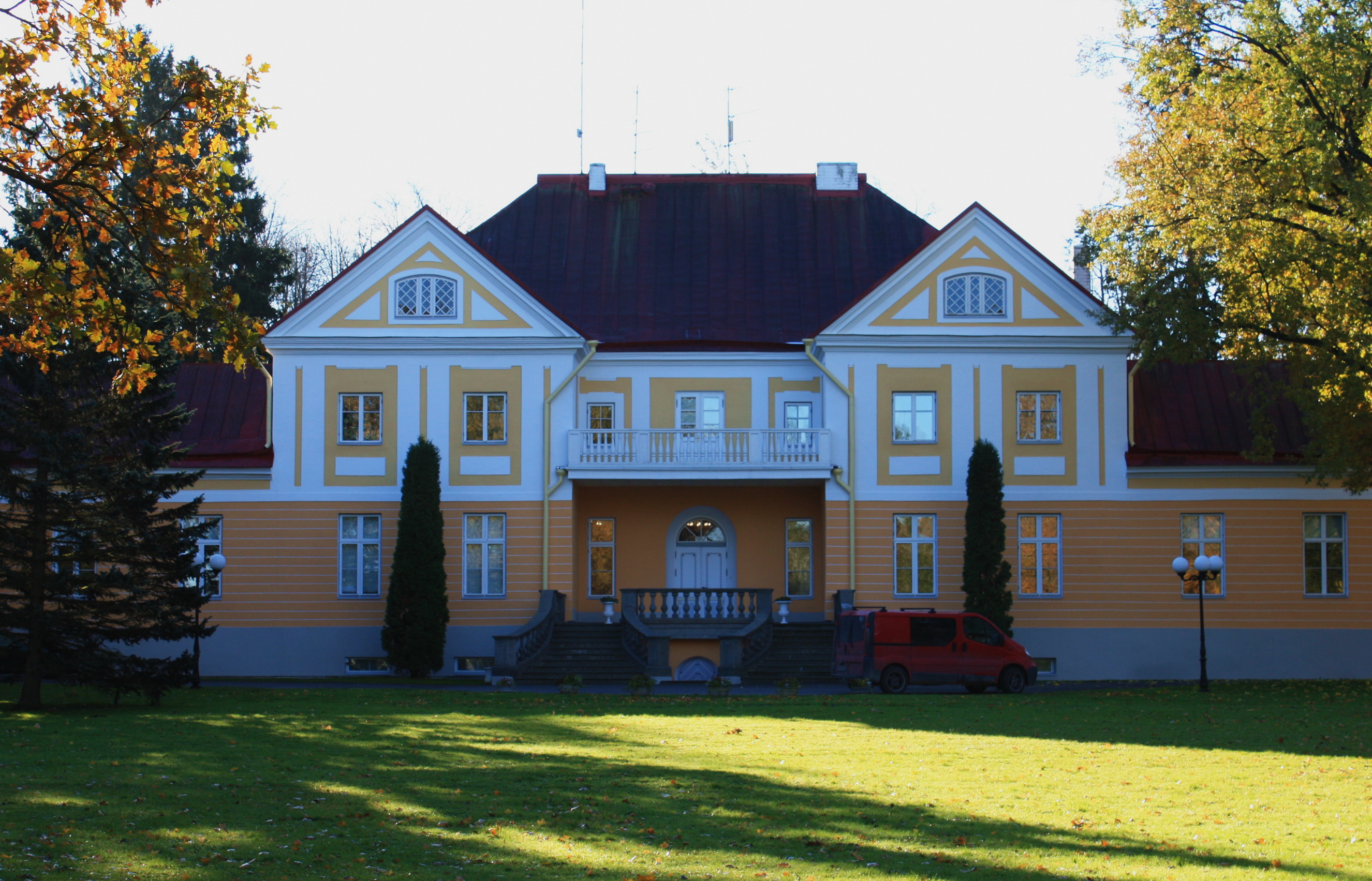